# Adolf „Adi“ Katzenmeier – Der Vater der Nationalmannschaft
Adolf „Adi“ Katzenmeier – Der Vater der Nationalmannschaft ist ein deutscher Dokumentarfilm des Regisseurs Wolfgang Ettlich.

## Inhalt
Der Film skizziert das Leben des deutschen Physiotherapeuten Adolf Katzenmeier. Dieser war von 1963 bis November 2008 für den Deutschen Fußball-Bund (DFB) tätig, davon ab 1974 für die A-Nationalmannschaft. Die Kamera begleitet Katzenmeier beim Spiel der deutschen gegen die slowakische Fußballnationalmannschaft und zeigt dessen Arbeit hinter den Kulissen. Neben Trainer Joachim Löw kommen auch damalige Fußballnationalspieler wie Bastian Schweinsteiger und Lukas Podolski sowie einfache Patienten aus Katzenmeiers Frankfurter Praxis zu Wort. Dokumentarfilmer Werner Ettlich bringt sich zudem selbst aktiv in den Film ein, um den als schweigsam geltenden Physiotherapeuten mit zahlreichen Fragen zum Reden zu bringen.

## Produktion
Der Film wurde im Jahr 2007 von Wolfgang Ettlichs Firma MGS produziert. Regie führte Ettlich selbst, die Kamera übernahm Hans Albrecht Lusznat, für den Schnitt zeichnete Julia Furch verantwortlich. Zu den weiteren Mitarbeitern gehörte auch Benjamin Best.
Zu den besondere Herausforderungen bei den Dreharbeiten gehörte die teils restriktive Haltung des DFB gegenüber Filmteams. So mussten Ettlich und sein Team einmal stundenlang vor dem Hotel warten, in dem der Masseur tätig war.

## Rezeption
Sandra Stricker hielt für die Süddeutsche Zeitung fest, dass der Film zwischen dem „Porträt eines unscheinbaren Mannes mit hessischen Akzent“ und einer deutschen Fußballgeschichte schlingere. Gleichwohl sei der Film aber eine „charmante Dokumentation“ geworden.